# Альберти, Керубино
Керубино Альберти (итал. Cherubino Alberti; 24 февраля 1553, Сансеполькро, Тоскана — 18 октября 1615, Рим), также известный как Боргеджано (итал. Borghegiano) — итальянский гравёр и живописец. Больше всего он известен циклом фресок, которые выполнил в Риме вместе с братом, Джованни Альберти, во время понтификата Климента VIII, а также, как плодовитый гравёр на меди.

## Биография
Альберти родился в 1553 году в городке  Борго (Борго-Сансеполькро), Тоскана (в связи с чем получил прозвище Боргеджано)  в семье художника. Он был вторым сыном Альберто Альберти, резчика по дереву и скульптора. Братья Керубино, Алессандро и Джованни, также стали художниками.
Альберти учился в Риме у гравёра Корнелиса Корта, кроме того, на него, как считается, оказало влияние знакомство с творчеством Агостино Карраччи и Франческо Вилламены. В дальнейшем, Альберти работал в качестве гравёра на меди, создавая гравюры с картин других художников. Его раннее влияние включало Рафаэля и современное искусство маньеризма. В период с 1571 по 1575 год он создал гравюры по произведениям Федерико и Таддео Цуккаро. В течение следующих десяти лет гравировал картины Рафаэля, Микеланджело, Полидоро да Караваджо, Андреа дель Сарто, Россо Фьорентино, Пино, Марко, Пеллегрино Тибальди и Герарди, Кристофано. Также Альберти создал цикл гравюр с изображениями известных античных статуй.
Позднее Альберти работал как живописец, украшая фресками дворцы и церкви Рима. Самой известной его работой стало  оформление Sala Clementina в Ватикане, которое он завершил вместе со своим братом Джованни. Он также расписывал церковь Санта-Мария-ин-Виа-Лата. 
Под конец жизни, в 1611—1613 годах, Альберти был ректором Академии Святого Луки в Риме.
Керубино Альберти приписывают создание более 180 гравюр.